# Quilanga
Quilanga ist eine Ortschaft und die einzige Parroquia urbana („städtisches Kirchspiel“) im Kanton Quilanga der ecuadorianischen Provinz Loja. Alamor ist Sitz der Kantonsverwaltung. Die Parroquia besitzt eine Fläche von 92,33 km². Die Einwohnerzahl lag im Jahr 2010 bei 2721. Davon wohnten 880 Einwohner im Hauptort Quilanga.

## Lage
Die Parroquia Quilanga liegt in den westlichen Anden im Süden von Ecuador. Das Gebiet wird im Westen vom Río Yunguillo sowie im Süden vom Río Elvira begrenzt. Beide Flüsse entwässern das Areal nach Südwesten zum Río Pindo, rechter Quellfluss des Río Macará (Río Calvas). Die etwa 1890 m hoch gelegene Ort Quilanga befindet sich 39 km südsüdwestlich der Provinzhauptstadt Loja. Eine 17 km lange Nebenstraße führt von Quilanga in nördlicher Richtung nach Gonzanamá, wo die Fernstraße E69 (Cariamanga–Catamayo) vorbei führt.
Die Parroquia Quilanga grenzt im Osten an die Parroquias Malacatos und Vilcabamba (beide im Kanton Loja), im Süden an die Parroquias Fundochamba und San Antonio de las Aradas, im Südwesten an das Municipio von Cariamanga (Kanton Calvas), im Westen an die Parroquia Changaimina (Kanton Gonzanamá) sowie im Norden an die Parroquias Gonzanamá und Purunuma (beide ebenfalls im Kanton Gonzanamá).

## Orte und Siedlungen
Ein größerer Ort neben dem Hauptort Quilanga ist Anganuma.

## Geschichte
Quilanga hieß ursprünglich "La Paz" und war eine Parroquia rural im Kanton Loja. Am 27. September 1943 wurde sie Teil des neu geschaffenen Kantons Gonzanamá. Schließlich wurde am 8. November 1989 der Kanton Quilanga eingerichtet und Quilanga eine Parroquia urbana und Sitz der Kantonsverwaltung.